# Neopsammodius mimeticus
Neopsammodius mimeticus är en skalbaggsart som beskrevs av Henry Clinton Fall 1932. Neopsammodius mimeticus ingår i släktet Neopsammodius och familjen Aphodiidae. Inga underarter finns listade i Catalogue of Life.